# Thom Eberhardt
Pour les articles homonymes, voir Eberhardt.
Thom Eberhardt est un réalisateur et scénariste américain né le 7 mars 1947 à Los Angeles, Californie (États-Unis).

## Filmographie

### comme réalisateur
- 1984 : Sole Survivor (en)
- 1984 : La Nuit de la comète (Night of the Comet)
- 1988 : The Night Before (en)
- 1988 : Élémentaire, mon cher... Lock Holmes (Without a Clue)
- 1989 : Cours d'anatomie (Gross Anatomy)[réf. nécessaire]
- 1992 : Captain Ron
- 1993 : Space Rangers (en) (série télévisée)
- 1997 : Face Down (TV)
- 1998 : Il était deux fois (en) (Twice Upon a Time) (TV)
- 2000 : Ratz (TV)
- 2002 : I Was a Teenage Faust (en) (TV)

### comme scénariste
- 1983 : Sole Survivor (en)
- 1984 : La Nuit de la comète (Night of the Comet)
- 1988 : The Night Before (en)
- 1991 : Le Plus Beau Cadeau du monde (All I Want for Christmas)
- 1992 : Chérie, j'ai agrandi le bébé (Honey I Blew Up the Kid)
- 1992 : Captain Ron
- 1997 : Face Down (TV)
- 2000 : Ratz (TV)
- 2002 : I Was a Teenage Faust (en) (TV)

### comme monteur
- 1983 : Sole Survivor (en)

### comme producteur
- 1979 : Thinkabout (en) (série télévisée)